# 萨米娜·柯尼格
萨米娜·柯尼格（德语：Samina König；1997年4月24日—），艺名Selphius，德国歌手和配音員。活跃于YouTube，偶尔在Twitch作为V-Tuber直播。

## 履历
萨米娜·柯尼格于1997年4月在巴伐利亚奥格斯堡出生，四岁时开始在音乐学校学习演奏中提琴，在幼时还参与了几场音乐比赛。在读9年级末时因抑郁症由文理学校转学至一所实科中学。 2016年，她在汉堡以配音演员的身份首次亮相来为一个小配角进行配音。那时她正在上戏剧学校。
她在幼年就已经对動畫产生了兴趣，并在14岁时开始使用艺名 Selphius 来翻译和演唱動畫歌曲的德语版本。她在早期仅使用YouTube来发布作品。从2018年开始她开始与多国音乐制作人合作并在iTunes和Spotify等音乐平台上发布她的翻唱。通过和制作团队的合作,她的大量音乐作品也配上了视频并上传至 Youtube 。她在2020年9月11日发布了Star Jewel 系列的主题曲，也是她的第一首原创歌曲“Wo willst du hin?"(你要去哪里？) 。她本人称她和日本音乐制作人Crouka从2019年开始一起制作一张原创专辑。
她为多个角色配了音，如电影《Die Goldschwimmer》或《A Second Chance: Rivals！》和电视剧如《狂放時尚圈》、《盾之勇者成名录》与galgameSchool Days的动画版。兒童向作品《Malory Towers》中的反派Gwendoline Mary Lacey是她首次为主角配音的角色。她也是輕小說《灼眼的夏娜》改編動畫中夏娜的德语配音。

## 配音作品

### 电影
- 2020年: 于A Second Chance: Rivals! 配音 Alkira
- 2020年: 于Swimming For Gold 配音 Jordan
- 2020年: 于Support The Girls 配音 Taylor
- 2020年: 于Horse Camp – Sommer der Abenteuer 配音 Rebecca
- 2020年: 于少女与战车 – 终曲 第二部分 配音 El

### 番剧
- 2020年:于 WorldEnd 配音 Almaria Duffner
- 2020年: 于WorldEnd 配音 Elq Hrqstn
- 2020年: 于盾之勇者成名錄 配音 Rifana
- 2020年: 于SUPER HXEROS 配音 Shiko Murasame
- 2020年: 于狂放時尚圈 配音 Mara Chamberlain
- 2020年: 于Gamers 電玩咖！ 配音 Riki Misumi
- 2020年: 于Kabukicho Sherlock 配音 Blondie
- 2020年: 于Malory Towers 配音 Gwendoline Mary Lacey
- 2020年: 于灼眼的夏娜 配音 夏娜
- 2021年: 于School Days 配音 西园寺世界
- 2021年: 于Demon Lord, Retry! 配音 Aku

### 广播剧
- 2017年起:于魔法動物學園（德语：Die Schule der magischen Tiere） 配音 Finja
- 2019年: 于魔法動物學園: 终于放假了/最后的假期(原文: Endlich Ferien)（德语：Die Schule der magischen Tiere） 配音 Charlotte

### 游戏
- 2020年: 于符文之地传奇 配音 Korallenkreaturen(珊瑚生物)
- 2020年: 于符文之地传奇 配音 Auge des Drachen(龙之眼)
- 2020年: 于英雄联盟 配音 Lillia

## 歌曲

### 专辑
| 年份   | 专辑名                 | 备注                       |
| ------ | ---------------------- | -------------------------- |
| 2021年 | ShinsekaiPLUS(新世界+) | 首次发表： 2021 年 2 月5日 |

### 合作
| 年份 | 歌名                                                           | 备注           |
| ---- | -------------------------------------------------------------- | -------------- |
| 2015 | Sink Into Dreams(沉入梦境)（与Frozen Starfall合作）            | 于12月30日发布 |
| 2016 | Snowfall(降雪)（与Frozen Starfall合作）                        | 于5月8日发布   |
| 2016 | Hiraeth (与 Frozen Starfall & crouka合作)                      | 于8月13日发布  |
| 2016 | Cursed Blossom(诅咒之花)（与Frozen Starfall＆雄之助合作）      | 于12月29日发布 |
| 2017 | Lunartanz(月舞)（与Frozen Starfall合作）                       | 于5月7日发布   |
| 2017 | Einfach Einfach(简单简单)（与Frozen Starfall合作）             | 于12月29日发布 |
| 2018 | Ice Cream Palace(冰激凌宫)（与Frozen Starfall合作）            | 于12月30日发布 |
| 2018 | Nuclear Fusion(核聚变)（与Frozen Starfall合作）                | 于12月30日发布 |
| 2019 | Recurring Dream(反复重现的梦)（与Frozen Starfall合作）         | 于8月12日发布  |
| 2019 | Crystal Dream(水晶之梦)(与 Frozen Starfall合作)                | 于8月12日发布  |
| 2019 | Sommertrip(夏季旅行)（与Frozen Starfall合作）                  | 于9月9日发布   |
| 2019 | Lost Soul(失落的灵魂)（与Frozen Starfall合作）                 | 于12月31日发布 |
| 2020 | Wo willst du hin?(你想去哪里)（与Star Jewel合作）              | 于9月11日发布  |
| 2020 | Wo willst du hin?(你想去哪里)(crouka Remix) (与Star Jewel合作) | 于12月25日发布 |